# Аргентина на зимних Олимпийских играх 1984
Аргентина принимала участие в Зимних Олимпийских играх 1984 года в Сараево (Югославия) в десятый раз за свою историю, но не завоевала ни одной медали. Сборную страны представляли 13 мужчин и 5 женщин в трёх видах спорта (биатлон, горнолыжный спорт и лыжные гонки).

## Результаты соревнований

### Биатлон
| Спортсмен       | Дисциплина           | Время     | Стрельба | Отставание | Место |
| --------------- | -------------------- | --------- | -------- | ---------- | ----- |
| Оскар Ди Ловера | Спринт               | 40:25.7   | 2+1      | +9:31.9    | 59    |
| Луис Риос       | Спринт               | 40:36.5   | 2+2      | +9:42.7    | 60    |
| Луис Риос       | Индивидуальная гонка | 1:42:17.9 | 2+2+4+2  | +30:25.2   | 58    |
| Виктор Фигероа  | Спринт               | 41:04.2   | 4+1      | +10:10.4   | 61    |
| Виктор Фигероа  | Индивидуальная гонка | 1:34:02.3 | 2+2+2+1  | +22:09.6   | 55    |

### Горнолыжный спорт
Мужчины
| Соревнование      | Спортсмены           | Скоростной спуск/ 1 спуск | Слалом/ 2 спуск | Всего   | Место |
| ----------------- | -------------------- | ------------------------- | --------------- | ------- | ----- |
| Скоростной спуск  | Хорхе Биркнер        |                           |                 | 1:54,92 | 45    |
| Скоростной спуск  | Николас ван Дитмар   |                           |                 | 1:58,86 | 49    |
| Скоростной спуск  | Энрике де Риддер     |                           |                 | 1:59,76 | 53    |
| Скоростной спуск  | Америко Астете       |                           |                 | 2:01,60 | 54    |
| Гигантский слалом | Хорхе Биркнер        | 1:33,82                   | 1:34,18         | 3:08,00 | 46    |
| Гигантский слалом | Фернандо Эневольдсен | 1:33,82                   | 1:34,45         | 3:08,27 | 47    |
| Гигантский слалом | Энрике де Риддер     | 1:38,49                   | 1:41,33         | 3:19,82 | 52    |
| Гигантский слалом | Николас ван Дитмар   | DNF                       | —               | —       | —     |
| Слалом            | Хорхе Биркнер        | 1:00,85                   | 55,70           | 1:56,55 | 22    |
| Слалом            | Николас ван Дитмар   | 1:02,30                   | 58,18           | 2:00,48 | 24    |
| Слалом            | Америко Астете       | 1:04,90                   | DNF             | —       | —     |
| Слалом            | Фернандо Эневольдсен | DSQ                       | —               | —       | —     |

Женщины
| Соревнование      | Спортсмены             | Скоростной спуск/ 1 спуск | Слалом/ 2 спуск | Всего   | Место |
| ----------------- | ---------------------- | ------------------------- | --------------- | ------- | ----- |
| Скоростной спуск  | Тереза Бустаманте      |                           |                 | 1:21,62 | 30    |
| Гигантский слалом | Тереза Бустаманте      | 1:15,33                   | 1:18,86         | 2:34,19 | 36    |
| Гигантский слалом | Магдалена Биркнер      | 1:17,64                   | 1:22,06         | 2:39,70 | 39    |
| Гигантский слалом | Габриэла Анго          | 1:19,63                   | 1:23,53         | 2:43,16 | 40    |
| Гигантский слалом | Джеральдина Боббио     | 1:21,90                   | 1:25,61         | 2:47,51 | 41    |
| Слалом            | Магдалена Биркнер      | 56,36                     | 58,39           | 1:54,75 | 18    |
| Слалом            | Тереза Бустаманте      | DNF                       | —               | —       | —     |
| Слалом            | Магдалена Сент-Антонен | DNF                       | —               | —       | —     |
| Слалом            | Габриэла Анго          | DSQ                       | —               | —       | —     |

### Лыжные гонки
Мужчины
| Соревнование     | Спортсмены                                                         | Результат | Место |
| ---------------- | ------------------------------------------------------------------ | --------- | ----- |
| 15 км            | Норберто фон Бауман                                                | 52:08,9   | 72    |
| 15 км            | Хулио Морески                                                      | 52:19,1   | 73    |
| 15 км            | Рикардо Холлер                                                     | 54:34,6   | 75    |
| 15 км            | Мартин Пирсон                                                      | 54:50,0   | 76    |
| 30 км            | Рикардо Холлер                                                     | 2:02:00,4 | 67    |
| 30 км            | Алехандро Баратта                                                  | 2:09:33,1 | 68    |
| 50 км            | Рикардо Холлер                                                     | 3:05:41,2 | 50    |
| Эстафета 4×10 км | Хулио Морески Норберто фон Бауман Рикардо Холлер Алехандро Баратта | 2:27:07,1 | 16    |